# میچل لیکتنستاین
میچل لیکتنستاین (انگلیسی: Mitchell Lichtenstein؛ زادهٔ ۱۰ مارس ۱۹۵۶) هنرپیشه، نویسنده، تهیه‌کننده و کارگردان اهل ایالات متحده آمریکا است. وی فرزند روی لیکتنستاین است.

## فیلم‌شناسی
- دندان‌ها (۲۰۰۷)